# Rick Ross
Rick Ross, pseudonimo di William Leonard Roberts II (Clarksdale, 28 gennaio 1976), è un rapper e attore statunitense.
Il suo nome d'arte trae origine dal trafficante di droga "Freeway" Ricky Ross, col quale il rapper tuttavia non ha alcun legame.  Nel 2010 Ross decide di cambiare il suo nome d'arte in Ricky Rozay. Ross ha fondato l'etichetta discografica Maybach Music Group, con la quale ha pubblicato il suo terzo album in studio Deeper Than Rap e gli album seguenti.
Vanta un patrimonio di 135 milioni di dollari.

## Biografia
William Leonard Roberts II è nato a Coahoma County, Mississippi e cresciuto in Carol City, Florida, vicino a Miami. Dopo aver ottenuto il diploma liceale con il massimo del voti alla Carol City Senior High School, ha poi frequentato il college e università Albany State University, dove ha ricevuto una borsa di studio di football americano. Prima di intraprendere la carriera musicale, Rick Ross faceva la guardia penitenziaria al carcere di San Quintino dal dicembre 1995 al giugno 1997, quando ha dato le dimissioni. In merito ha poi raccontato: "Venni assunto alla fine del 1995, con un modesto stipendio di 22mila dollari l'anno, finché nel 1997 decisi di smettere e iniziare a fare finalmente ciò che mi piaceva davvero, ossia la musica. Lo so che sembro un criminale, ma anzi un tempo li controllavo i criminali. E non erano per niente pacifici a San Quintino!".

### Carriera musicale
Per un breve arco di tempo Rick Ross lavora sotto l'etichetta indipendente Suave House Records, rappresentata da 8Ball & MJG. Lasciata l'etichetta entra nella Slip-N-Slide Records, nella quale militano Trick Daddy e Trina. Nel 2000, un paio d'anni dopo, Rick Ross diventa famoso negli States come spalla di Trick Daddy nei tour. Realizza collaborazioni, ma mai progetti da solista. Nel 2006 arriva il successo di Hustlin', apprezzata anche dal comico Katt Williams il quale vi fa anche un piccolo show. Arrivano offerte dalla label di Diddy, la Bad Boy Records, e dalla The Inc. Records. Jay-Z, con la sua Def Jam Records, riesce ad accaparrarsi l'artista. Hustlin' fa sì che Ross si aggiudichi nel 2006 il disco d'oro della RIAA e venda oltre un milione di suonerie. In seguito Hustlin' viene remixata da Jay-Z e da Young Jeezy. Nell'agosto del 2006 è la volta di Port of Miami. Primo LP del rapper, acclamato dalla critica. Di lì a poco fa la sua comparsa Push It, secondo singolo di successo dell'artista.

### Port of Miami(2006)
Il suo album di debutto è Port of Miami; è stato pubblicato nell'agosto 2006 e ha debuttato al primo posto nella classifica Billboard 200 vendendo circa 187 000 unità nella prima settimana. Christian Hoard della rivista Rolling Stone ha predetto che sarebbe stato "l'album rap dell'estate". Push It fu il primo singolo estratto, il quale campiona Scarface (Push It to the Limit), brano del film gangster Scarface. Il video musicale per Push It è stato realizzato dopo l'uscita del brano. In quel periodo, Ross fece spettacoli da ospite su due singoli di debutto di DJ Khaled Listennn... the Album: Born-N-Raised e Holla at Me. Port of Miami ha ricevuto la certificazione Gold dalla Recording Industry Association of America l'8 novembre 2006.

### Trilla(2008)
Nel marzo 2008, il suo secondo album Trilla è stato pubblicato e, come il suo predecessore Port of Miami, ha debuttato in cima alla classifica Billboard 200. Il suo primo singolo, Speedin' con R. Kelly, ha raggiunto la posizione numero 121 nella Billboard Hot 100; il seguente, The Boss con T-Pain, ha raggiunto la posizione numero 17 della Hot 100. Il terzo singolo Here I Am, con la collaborazione di Nelly e Avery Storm. MTV News classificò Ross al quarto posto nella lista "Hottest MC in the Game" del 2008. Il quarto singolo This Is The Life con Trey Songz fu pubblicato nel mese di luglio. Trilla ha ricevuto la certificazione Gold dalla Recording Industry Association of America

### Deeper Than Rap(2009)
Il suo terzo album è stato pubblicato il 21 aprile 2009 sotto la sua etichetta, la Maybach Music Group, a differenza dei suoi precedenti con Slip-N-Slide Records. Il primo singolo, Magnificent, con John Legend, ha raggiunto la posizione numero 62 della Billboard Hot 100. Il secondo singolo, Usual Suspects (con Nas) è stato pubblicato il 7 aprile 2009. Deeper Than Rap è stato uno degli album hip-hop più attesi dell'anno.

### Teflon Don(2010)
Rick Ross registra il suo quarto album in studio intitolato Teflon Don, pubblicato nel mese di luglio 2010. Il piombo è Super High con Ne-Yo, nel quale l'attrice Stacey Dash ha fatto la sua comparsa nel video musicale. Il secondo singolo è B.M.F. con Styles P, il terzo Live Fast, Die Young con Kanye West e il quarto Aston Martin Music con Drake e Chrisette Michele. Rick Ross viene definito da The Source l'uomo dell'anno per collaborazioni musicali. Nel disco è presente anche una collaborazione con Puff Daddy intitolata No. 1. Ogni traccia del disco presenta almeno una collaborazione.
L'album debutta in seconda posizione sulla Billboard 200 vendendo 176 000 copie nella prima settimana. Ufficialmente ha venduto più di 700 000 copie. Teflon Don ha ricevuto la certificazione Gold dalla Recording Industry Association of America.

### Self Made Vol. 1(2011) eSelf Made Vol. 2(2012)
L'etichetta discografica di Ross, la Maybach Music Group diventa partner della Warner Bros. Records. Il 23 maggio 2011, viene pubblicata la compilation album di Rick Ross intitolata Self Made Vol. 1 distribuita dalla Warner Bros., con la collaborazione dei nuovi membri della Maybach Music Group: Meek Mill, Pill e Wale  L'album vende 58,900 copie nella prima settimana, debutta in numero 5 posizione nella Billboard 200 e in numero 1 posizione nella Billboard Rap Albums. Rick Ross ha ricevuto una nomination come miglior artista maschile Hip Hop.

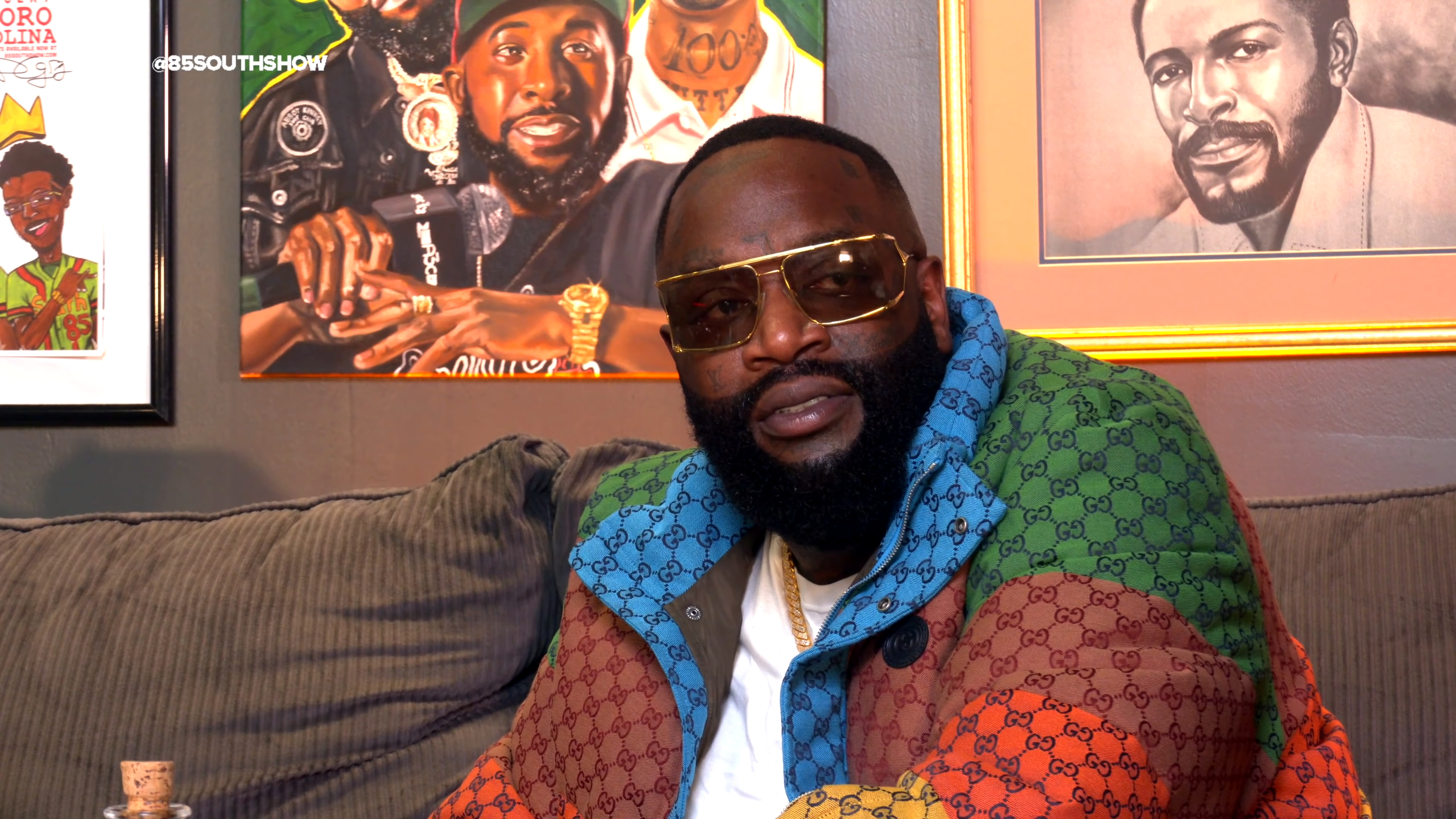
Rick Ross nel 2019 durante un'intervista per la CBS

Ross ha annunciato che Self Made vol. 2 sarà pubblicato il 26 giugno 2012. l'album vende 98 000 copie nella prima settimana e debutta al primo posto nelle classifiche Billboard 200 e Rap Albums.

### God Forgives,I Don'te altri progetti (2012-presente)
Il rapper dopo aver pubblicato il suo nuovo Mixtape Ashes to Ashes, interviene in diretta al Breakfast Club, la trasmissione mattutina dell'emittente radiofonica Power 105.1, annunciando il suo nuovo album intitolato God Forgives, I Don't. Il primo singolo estratto dal disco è Made Men, in collaborazione con Drake. In questo brano si fa riferimento a cantanti come Rihanna, Katy Perry e Madonna.
Il 10 maggio 2011 pubblica un nuovo singolo 9 Piece in collaborazione con Lil Wayne, brano già contenuto nel suo recente Mixtape Ashes to Ashes, ma con la differenza che la prima versione era con la collaborazione del rapper T.I.. Il 5 ottobre 2011, Ross decide di pubblicare due nuovi singoli per promuovere il suo nuovo album: I Love My Bit*hes e You The Boss con Nicki Minaj. Ross in un'intervista a 106&Park, dopo aver parlato di aver avuto due malori il 14 ottobre e del suo stato di salute, ha annunciato che ha appena finito di fare un singolo con Jay-Z e un altro con Mary J.Blidge. Nell'aprile 2012 Ross conferma il feature di Dr. Dre e molti altri nell'album.
Rick Ross aveva annunciato l'uscita del suo prossimo album, God Forgives, I Don't, per il 13 dicembre 2011, tuttavia il 17 novembre 2011 è stato confermato che la pubblicazione dell'album sarebbe stata rinviata al 2012. Il 23 dicembre 2011 ha annunciato il titolo del suo nuovo mixtape Rich Forever, l'uscita è prevista il 6 gennaio 2012.
Nel 2012, Ross viene nominato da MTV "Hottest MC in the Game". Durante la conferenza stampa organizzata dalla casa discografica di Rick Ross la Maybach Music Group il 2 maggio 2012 ha annunciato che God Forgives, I Don't uscirà il 31 luglio 2012.
Il 15 maggio 2012 pubblica un nuovo singolo con Usher chiamato Touch'n You (o Fuck'n You) per promuovere l'album in uscita. La settimana seguente pubblica So Sophisticated, con la collaborazione di Meek Mill. Il 2 luglio Ross pubblica un terzo singolo, Hold Me Back, e il 19 luglio il quarto singolo: 3 Kings, con Dr. Dre e Jay-Z.
Nel 2014 ha annunciato tramite il suo profilo Twitter di essere il fiero possessore di 25 Wingstop, nota catena di ristoranti focalizzata sulla vendita di ali di pollo. Nel corso dell'anno Ross rilascia gli album Mastermind e Hood Billionaire. Entrambi i lavori del rapper riscuotono un buon successo. Negli album sono presenti collaborazioni con Jay-Z, Kanye West, Lil Wayne e Snoop Dogg. Nello stesso anno compare nell'EP FreeBase di 2 Chainz.
Nel 2015 esce Black Market che figura dei featuring con Nas, John Legend, Chris Brown, Mariah Carey e Mary J. Blige.
Nel 2018 partecipa come unico featuring nell'album di debutto Rich as in Spirit di Rich Homie Quan.

Nel 2018 compare nel film Superfly, remake dell'omonimo film di blaxploitation del 1972.

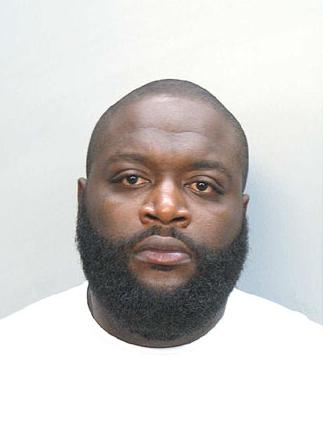
Il rapper americano dopo un arresto

## Controversie

### La sparatoria a Fort Lauderdale
Il 30 gennaio 2013 il rapper stava per essere ucciso. Mentre si trovava a Fort Lauderdale, Florida, a bordo di una Rolls-Royce, una macchina gli si è affiancata e ha iniziato a sparare dei colpi verso la sua macchina e Ross si è schiantato contro un muro durante la fuga. Fortunatamente il rapper e la passeggera, Shateria L. Moragne-el (28 anni), sono rimasti illesi.

Ecco le parole dell'omonimo "Freeway" Rick Ross (ex trafficante di droga) riguardo all'accaduto:
"I'm not surprised that it happened given recent ongoings, when someone doesn't understand the street rules they get confused and incidents like this can take place."
L'ex boss afferma di non essere sorpreso di ciò che è accaduto, dicendo che, il Rapper, non conoscendo le regole della strada, può far scaturire problemi di questo genere.
La sparatoria è già divenuta un nuovo argomento da trattare per il cantante, basti pensare alla canzone "bitch dont kill my vibe" del rapper, remix dell'omonima canzone del collega Kendrick Lamar.

### La faida con 50 Cent
Nel gennaio 2009, Ross ha iniziato una faida musicale con il rapper 50 Cent, perché presumibilmente lo guardò in modo sbagliato al BET Awards. Successivamente 50 Cent disse di non ricordare di aver visto Rick Ross quella sera.
Alla fine di gennaio, il singolo di Ross "Mafia Music", fu pubblicato su internet. C'erano diverse righe che sembrarono schernire 50 Cent. 50 Cent reagì pubblicando nel web il brano "Officer Ricky (Go Head, Try Me)", in risposta alle osservazioni denigratorie di Ross.
50 Cent successivamente fece caricare un video su YouTube intitolato "Warning Shot", dove affermava: "Rick Ross, rovinerò la tua vita per divertimento" e all'inizio di febbraio, 50 Cent, ancora una volta caricò un altro video dove intervistò Tia, la madre di uno dei figli di Ross. Da quell'intervista, venne alla luce che Ross era un bravo ragazzo e in passato era stato una guardia carceraria.
Ross insultò nuovamente 50 Cent nel brano "In cold blood" (dell'album Deeper Than Rap), inoltre il video ufficiale della canzone rappresenta un finto funerale di 50 Cent. Dopo la pubblicazione, Ross ha dichiarato che si era ufficialmente conclusa la carriera di 50 Cent. Il 12 febbraio 50 cent ha risposto con "What Tia Told Me", insieme gli altri due membri della G-Unit Lloyd Banks e Tony Yayo che pubblicarono rispettivamente "Officer Down" e "Somebody Snitched", pezzi rivolti a Ross.
A marzo, 50 pubblicò un video hot in cui compariva Brooke, la madre del figlio minore di Ross, che aveva un rapporto sessuale con un altro uomo. 50, con in testa una parrucca da donna, attaccava pesantemente Ross. 50 commentò: "Rick Ross sembra Albert di CB4. Avete mai visto quel film? Lui sembra Albert!". La frase che chiuse la faida: "Questo è il peggio. Un uomo onesto, un poliziotto che basa la sua carriera di rapper nel nome del famoso spacciatore "Freeway" Rick Ross".
Il rapper 50 Cent è stato denunciato. A citarlo per danni è stata la moglie di Rick Ross. Il problema è un video osé falso postato da un sito affiliato a quello del rapper, dove 50 Cent ha modificato la clip di tredici minuti, giustapponendo la sua immagine nella veste di narratore, insultando sia Ross, sia la Leviston. Lastonia Leviston si sentì ovviamente umiliata e beffata da Curtis Jackson chiedendo i danni per l'utilizzo inappropriato del suo nome e della sua immagine al tribunale di New York.

### I problemi con la Reebok
In un verso della canzone U.O.E.N.O (uscita il 5 marzo 2013) del rapper Rocko, Rick Ross nella sua strofa dice:
"Put molly all in her champagne/ She ain't even know it/ I took her home and I enjoyed that/ She ain't even know it."
"Metti molly nel suo champagne, lei non lo saprà mai, la porto a casa e mi diverto con lei, lei non lo saprà mai".
Con molly il rapper intende l'MDMA, droga capace di far entrare un individuo in stato di incoscienza per diverse ore. Le critiche furono immediate, infatti il rapper sembra condonare le violenze utilizzando la "molly" per stordire le proprie vittime usando la nota frase "Google me expedia".Una petizione contenente 72 000 firme fu presentata alla Reebok affinché annullasse il contratto di sponsorizzazione firmato col rapper diversi anni prima. L'11 aprile 2013 l'azienda ha sciolto il contratto con Rick Ross.

## Discografia

### Album in studio

#### Solisti
- 2006 - Port of Miami
- 2008 - Trilla
- 2009 - Deeper Than Rap
- 2010 - Teflon Don
- 2012 - God Forgives, I Don't
- 2014 - Mastermind
- 2014 - Hood Billionaire
- 2015 - Black Market
- 2017 - Rather You Than Me
- 2019 - Port of Miami 2
- 2021 - Richer Than I Ever Been

#### Collaborativi
- 2009 - Custom Cars & Cycles (con Triple C's)
- 2011 - Self Made Vol. 1 (con Maybach Music Group)
- 2012 - Self Made Vol. 2 (con Maybach Music Group)
- 2013 - The H: The Lost Album Vol. 1 (con Birdman)
- 2013 - Self Made Vol. 3 (con Maybach Music Group)
- 2023 - Too Good to Be True (con Meek Mill)

### Mixtape
- 2010 - Ashes to Ashes
- 2012 - Rich Forever
- 2012 - The Black Bar Mitzvah
- 2015 - Black Dollar
- 2015 - Renzel Remixes

### EP
- 2010 - The Albert Anastasia EP

### Compilation
- 2007 - Rise to Power

### Colonne sonore
- 2008 - M.I. Yayo: The Movie

### Singoli

#### Come artista principale
- 2006 - Hustlin'
- 2006 - Push It
- 2007 - Get That Bread (feat. Big Duke e Cinque)
- 2007 - Speedin' (feat. R. Kelly)
- 2008 - The Boss (feat. T-Pain)
- 2008 - Here I Am
- 2009 - Magnificent
- 2009 - Maybach Music 2 (feat. Kanye West, T-Pain e Lil Wayne)
- 2010 - Super High (feat. Ne-Yo)
- 2010 - B.M.F. (Blowin' Money Fast) (feat. Styles P)
- 2010 - Aston Martin Music (feat. Drake e Chrisette Michele)
- 2011 - 9 Piece (feat. T.I. e Lil Wayne)
- 2011 - You the Boss (feat. Nicki Minaj)
- 2011 - I Love My Bitches
- 2012 - Stay Schemin' (feat. Drake e French Montana)
- 2012 - Touch'N You (feat. Usher)
- 2012 - Diced Pineapples (feat. Wale e Drake)
- 2013 - 100 Black Coffins
- 2013 - Box Chevy
- 2013 - Oil Money Gang (feat. Jadakiss)
- 2013 - No Games (feat. Future)
- 2013 - The Devil Is a Lie (feat. Jay-Z)
- 2014 - War Ready (feat. Jeezy)
- 2014 - Thug Cry (feat. Lil Wayne)
- 2014 - Keep Doin' That (Rich Bitch) (feat. R. Kelly)
- 2014 - If They Knew (feat. K. Michelle)
- 2014 - Nickel Rock (feat. Boosie Badazz)
- 2015 - Foreclosures
- 2015 - Money Dance (feat. The-Dream)
- 2015 - Peace Sign
- 2015 - Sorry (feat. Chris Brown)
- 2016 - Make It Work (con Wale e Meek Mill)
- 2016 - Purple Lamborghini (con Skrillex)
- 2016 - Buy Back the Block (feat. 2 Chainz e Gucci Mane)
- 2017 - I Think She Like Me (feat. Ty Dolla Sign)
- 2017 - Trap Trap Trap (feat. Young Thug e Wale)
- 2018 - Florida Boy (feat. T-Pain e Kodak Black)
- 2018 - Green Gucci Suit (feat. Future)
- 2019 - Act a Fool (feat. Wale)
- 2019 - Big Tyme (feat. Swizz Beatz)
- 2019 - Gold Roses (feat. Drake)
- 2019 - Gimme Brain (con Travis Barker e Lil Wayne)
- 2020 - Entanglements (con August Alsina)
- 2020 - Pinned to the Cross (feat. Finn Matthews)
- 2021 - Outlawz (feat. Jazmine Sullivan e 21 Savage)
- 2021 - Little Havana (feat. Willie Falcon e The-Dream)
- 2023 - Shaq & Kobe
- 2024 - Champagne Moments
- 2024 - Type A N***a (con Nino Breeze e Moneybagg Yo)

#### Collaborazioni
- 2002 - Told Ya'll (Trina feat. Rick Ross)
- 2006 - Holla at Me (DJ Khaled feat. Lil Wayne, Paul Wall, Fat Joe, Rick Ross e Pitbull)
- 2006 - Born-N-Raised (DJ Khaled feat. Trick Daddy, Pitbull e Rick Ross)
- 2006 - On Some Real Shit (Daz Dillinger feat. Rick Ross)
- 2006 - Chevy Ridin' High (Dre feat. Rick Ross)
- 2006 - Know What I'm Doin' (Birdman e Lil Wayne feat. Rick Ross e T-Pain)
- 2007 - We Takin' Over (DJ Khaled feat. Akon, T.I., Rick Ross, Fat Joe, Birdman e Lil Wayne)
- 2007 - I'm So Hood (DJ Khaled feat. T-Pain, Trick Daddy, Rick Ross e Plies)
- 2007 - 100 Million (Birdman feat. Jeezy, Rick Ross e Lil Wayne)
- 2008 - Foolish (Remix) (Shawty Lo feat. DJ Khaled, Birdman, Rick Ross e Jim Jones)
- 2008 - Lights Get Low (Freeway feat. Dre e Rick Ross)
- 2008 - Cash Flow (Ace Hood feat. T-Pain e Rick Ross)
- 2008 - Out Here Grindin' (DJ Khaled feat. Akon, Rick Ross, Jeezy, Lil Boosie, Trick Daddy, Ace Hood e Plies)
- 2008 - You're Everything (Bun B feat. 8Ball & MJG, Rick Ross e David Banner)
- 2008 - Beam Me Up (Tay Dizm feat. T-Pain e Rick Ross)
- 2008 - Curtain Call (Nina Sky feat. Rick Ross)
- 2008 - Hustlin' Time (Fuego feat. Rick Ross)
- 2009 - Welcome to the World (Kevin Rudolf feat. Rick Ross)
- 2009 - What It Is (Gorilla Zoe feat. Rick Ross e Kollosus)
- 2009 - Sun Come Up (Glasses Malone feat. T-Pain, Rick Ross e Birdman)
- 2009 - Champion (Ace Hood feat. Rick Ross e Jazmine Sullivan)
- 2009 - So Sharp (Mack 10 feat. Jazze Pha, Rick Ross e Lil Wayne)
- 2009 - Fed Up (DJ Khaled feat. Usher, Drake, Jeezy e Rick Ross)
- 2010 - Give It To 'Em (Akon feat. Rick Ross)
- 2010 - Put Your Hands Up (DJ Khaled feat. Jeezy, Rick Ross e Plies)
- 2010 - All I Do Is Win (DJ Khaled feat. T-Pain, Ludacris, Snoop Dogg e Rick Ross)
- 2010 - Pullin' on Her Hair (Marques Houston feat. Rick Ross)
- 2010 - Rap Song (T-Pain feat. Rick Ross)
- 2010 - Monster (Kanye West feat. Jay-Z, Rick Ross, Bon Iver e Nicki Minaj)
- 2010 - Swagger Right (RichGirl feat. Rick Ross e Fabolous)
- 2010 - Living Better Now (Jamie Foxx feat. Rick Ross)
- 2011 - Welcome to My Hood (DJ Khaled feat. Rick Ross, Plies, Lil Wayne e T-Pain)
- 2011 - John (Lil Wayne feat. Rick Ross)
- 2011 - The Way You Love Me (Keri Hilson feat. Rick Ross)
- 2011 - Break My Heart (Estelle feat. Rick Ross)
- 2011 - Tupac Back (Meek Mill feat. Rick Ross)
- 2011 - I'm on One (DJ Khaled feat. Drake, Rick Ross e Lil Wayne)
- 2011 - I'm a Boss (Meek Mill feat. Rick Ross)
- 2011 - Bananaz (Ray J feat. Rick Ross)
- 2011 - In Da Box (Sean Garrett feat. Rick Ross)
- 2011 - That Way (Wale feat. Jeremih e Rick Ross)
- 2011 - Anything (To Find You) (Monica feat. Rick Ross)
- 2011 - Fly Together (Red Café feat. Ryan Leslie e Rick Ross)
- 2011 - Harsh (Styles P feat. Rick Ross e Busta Rhymes)
- 2011 - Power (Juvenile feat. Rick Ross)
- 2012 - Think Like a Man (Jennifer Hudson e Ne-Yo feat. Rick Ross)
- 2012 - Bag of Money (Wale feat. Rick Ross, Meek Mill e T-Pain)
- 2012 - Take It to the Head (DJ Khaled feat. Chris Brown, Rick Ross, Nicki Minaj e Lil Wayne)
- 2012 - Why (Mary J. Blige feat. Rick Ross)
- 2012 - Lemme See (Usher feat. Rick Ross)
- 2012 - Born Stunna (Birdman feat. Rick Ross)
- 2012 - Pop That (French Montana feat. Rick Ross, Drake e Lil Wayne)
- 2012 - Let's Talk (Omarion feat. Rick Ross)
- 2012 - I Wish You Would (DJ Khaled feat. Kanye West e Rick Ross)
- 2012 - Do It All (Joe Young feat. Rick Ross, Ca$his, The Game)
- 2012 - Grind 24 (Torch feat. Rick Ross)
- 2012 - Beautiful Onyinye (P-Square feat. Rick Ross)
- 2012 - Triumphant (Get 'Em) (Mariah Carey feat. Rick Ross e Meek Mill)
- 2012 - I Am Your Leader (Nicki Minaj feat. Rick Ross e Cam'ron)
- 2012 - Marble Floors (French Montana feat. Lil Wayne, Rick Ross e 2 Chainz)
- 2012 - 1.8.7 (Booba feat. Rick Ross)
- 2013 - Dope (Tyga feat. Rick Ross)
- 2013 - Millions (Pusha T feat. Rick Ross)
- 2013 - Bugatti (Ace Hood feat. Future e Rick Ross)
- 2013 - About That Life (DJ Kay Slay feat. Fabolous, T-Pain, Rick Ross, Nelly e French Montana)
- 2013 - Believe It (Meek Mill feat. Rick Ross)
- 2013 - U.O.E.N.O. (Rocko feat. Future e Rick Ross)
- 2013 - Who Do We Think We Are (John Legend feat. Rick Ross)
- 2013 - No New Friends (DJ Khaled feat. Drake, Rick Ross e Lil Wayne)
- 2013 - Poor Decisions (Wale feat. Rick Ross e Lupe Fiasco)
- 2013 - Mars (Jay Sean feat. Rick Ross)
- 2013 - I Wanna Be with You (DJ Khaled feat. Future, Rick Ross e Nicki Minaj)
- 2013 - Fire (Bun B feat. Rick Ross, 2 Chainz e Serani)
- 2013 - I Got It (Ashanti feat. Rick Ross)
- 2014 - Big Homie (Sean Combs feat. Rick Ross e French Montana)
- 2014 - They Don't Love You No More (DJ Khaled feat. Jay-Z, Rick Ross, Meek Mill e French Montana)
- 2014 - Off the Corner (Meek Mill feat. Rick Ross)
- 2014 - Options (Luke James feat. Rick Ross)
- 2014 - New Flame (Chris Brown feat. Usher e Rick Ross)
- 2015 - Vamonos (YT Triz feat. Rick Ross e Lil Wayne)
- 2015 - I Don't Give a Fuck (Trae tha Truth feat. Rick Ross)
- 2015 - When You Feel This (Stafford Brothers feat. Rick Ross e Jay Sean)
- 2016 - Babuli Jabulah (100 Kila feat. Rick Ross)
- 2016 - Do You Mind (DJ Khaled feat. Nicki Minaj, Chris Brown, August Alsina, Jeremih, Future e Rck Ross)
- 2017 - I'm On 3.0 (Trae tha Truth feat. T.I., Dave East, Tee Grizzley, Royce da 5'9", Curren$y, DRAM, Snoop Dogg, Fabolous, Rick Ross, Chamillionaire, G-Eazy, Styles P, E-40, Mark Morrison e Gary Clark Jr.)
- 2018 - Big Dreams (Fler feat. Rick Ross)
- 2018 - We So Mob (Angela Mazzanti feat. Rick Ross)
- 2019 - Let Me Tell Ya (Smif-N-Wessun feat. Rick Ross)
- 2019 - Money in the Grave (Drake feat. Rick Ross)
- 2019 - Down Like That (KSI feat. Rick Ross, Lil Baby e S-X)
- 2020 - Cut Em In (Anderson Paak feat. Rick Ross)
- 2020 - Make Me Feel (Skip Marley feat. Rick Ross e Ari Lennox)
- 2021 - Run It (DJ Snake feat. Rick Ross e Rich Brian)
- 2021 - Gangster Of Love (Guè feat. Rick Ross)
- 2023 - Cocaine Spoon (Belly feat. Rick Ross)
- 2024 - Saturday Night Special (LL Cool J feat. Rick Ross e Fat Joe)

## Filmografia
- Il principe cerca figlio (Coming 2 America), regia di Craig Brewer (2021)